# EN261

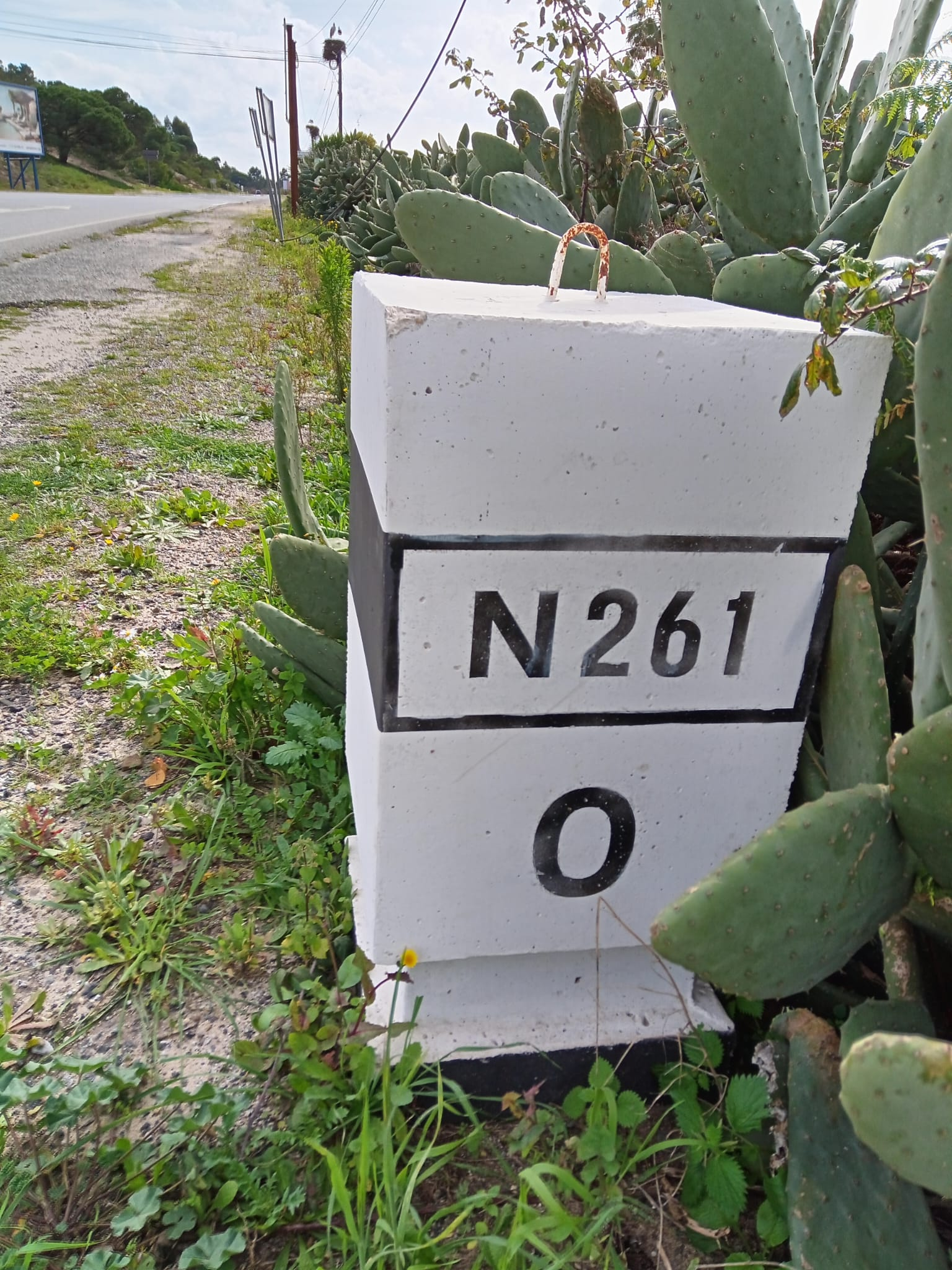
Marco miriamétrico, assinalando o trajeto inicial de 1945 da Estrada Nacional n.º 261

A EN 261  é uma Estrada Nacional que integra a rede nacional de estradas do Plano Rodoviário Nacional. Liga a Localidade da Comporta a Vila de Aljustrel. 
A EN 261 foi criada pelo Plano Rodoviário Nacional de 1945 (PRN 45 - Plano Rodoviário Nacional 1945), classificada em projeto como estrada nacional de 2º classe, com uma extensão de 104 Km e um desnível positivo de 1260 m. 
No Plano Rodoviário Nacional de 1985 (PRN 85 - Plano Rodoviário Nacional 1985), o troço entre a Localidade da Comporta e a Cidade de Santiago do Cacém foi desclassificada para estrada regional. No Plano Rodoviário Nacional de 1998 (PRN 2000 - Plano Rodoviário Nacional 1998), toda a extensão do seu traçado é desclassificada para estrada regional, no entanto ainda se encontra sobre a responsabilidade das Infraestruturas de Portugal em toda a sua extensão. 
É expectável que no próximo plano rodoviário toda a sua extensão volte a ser classificada como Estrada Nacional

## Percurso
| Nome da saída/Localidade intermédia | Município         | Estrada que liga      | Designação oficial |
| ----------------------------------- | ----------------- | --------------------- | ------------------ |
| Comporta                            | Alcácer do Sal    | Troço desclassificado | R 261              |
| Carvalhal (Grândola)                | Grândola          | Troço desclassificado | R 261              |
| Pinheiro da Cruz                    | Grândola          | Troço desclassificado | R 261              |
| Melides                             | Grândola          | Troço desclassificado | R 261              |
| Deixa-o-Resto                       | Santiago do Cacém | Troço desclassificado | R 261              |
| Santiago do Cacém                   | Santiago do Cacém | N 120                 | EN 261             |
| São Domingos (Santiago do Cacém)    | Santiago do Cacém | N 390                 | EN 261             |
| Alvalade (Santiago do Cacém)        | Santiago do Cacém | N 262, IC 1           | EN 261             |
| Rio de Moinhos (Aljustrel)          | Aljustrel         | A 2                   | EN 261             |
| Aljustrel                           | Aljustrel         | N 263, N 2            | EN 261             |

## Rota Estrada Nacional
A rota das estradas nacionais de Portugal é um movimento e uma lista de estradas recomendadas para viajar em 2 rodas, permitindo recolher e disfrutar de gastronomia, cultura e locais de significativo interesse.  
A   N 261  está classificada como Rota Estrada Nacional

## Galeria

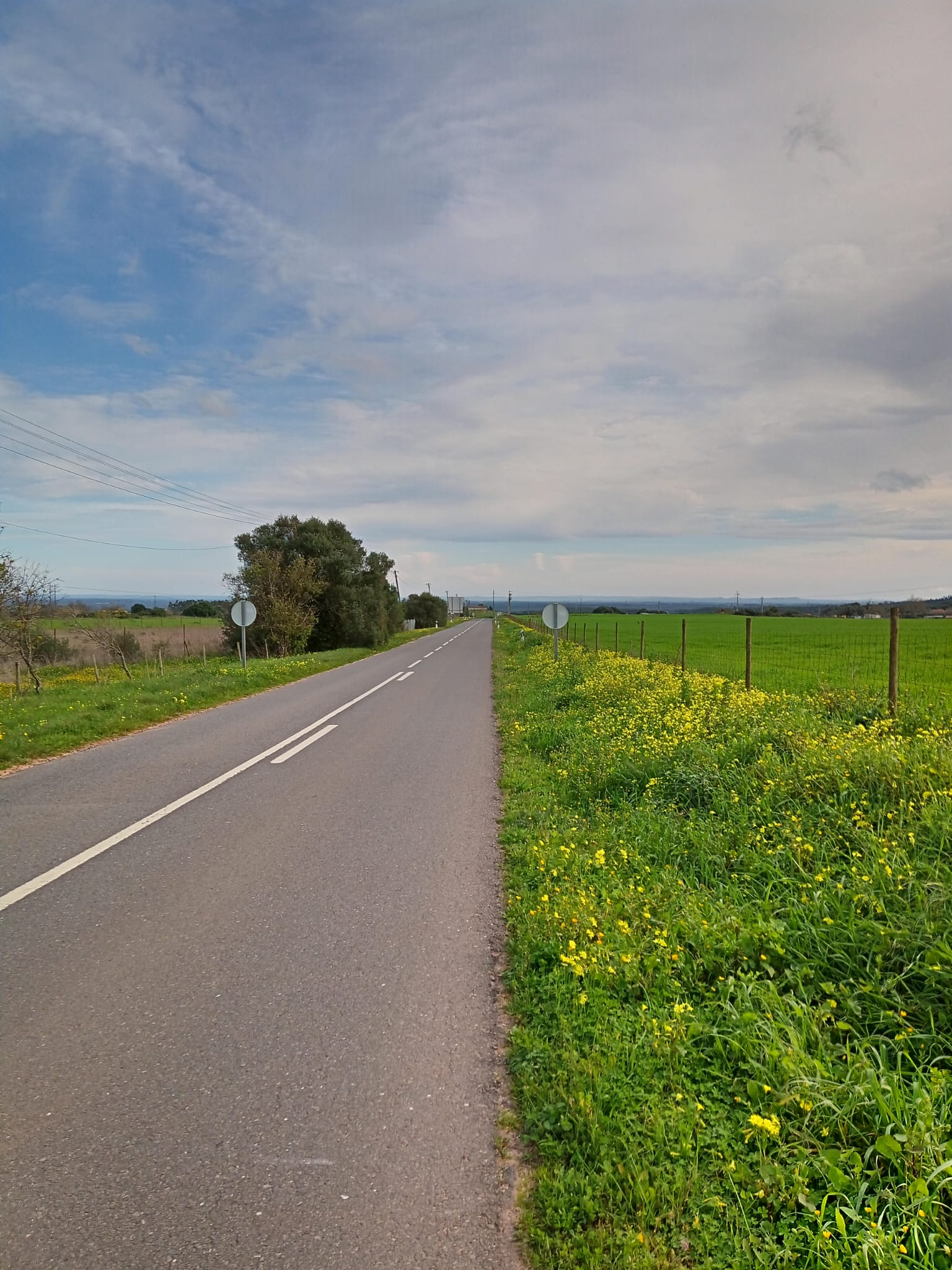
EN261 - Km 49 com a vista ao fundo da Serra do Caldeirão
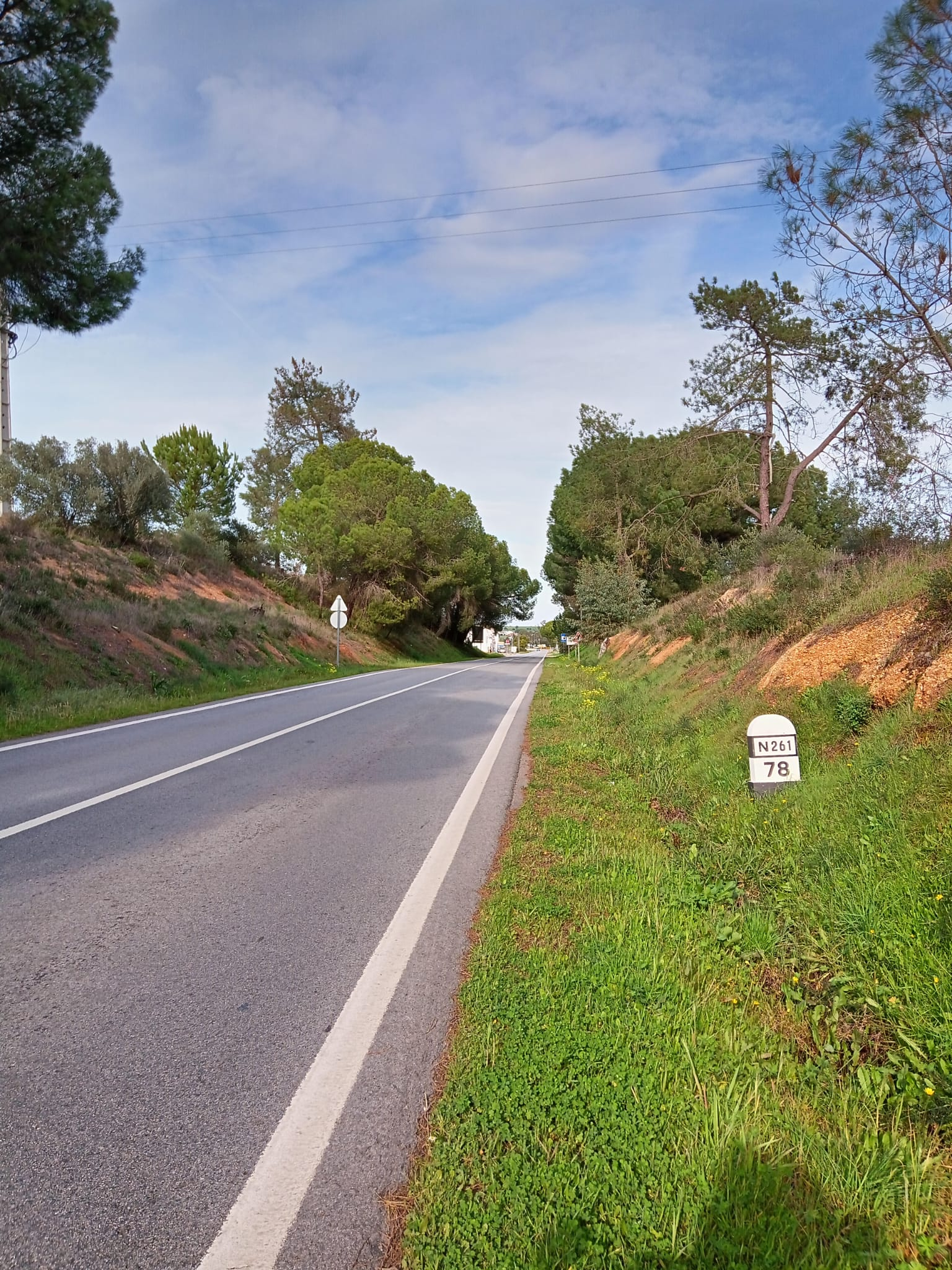
EN261 - Km 78 Alvalade
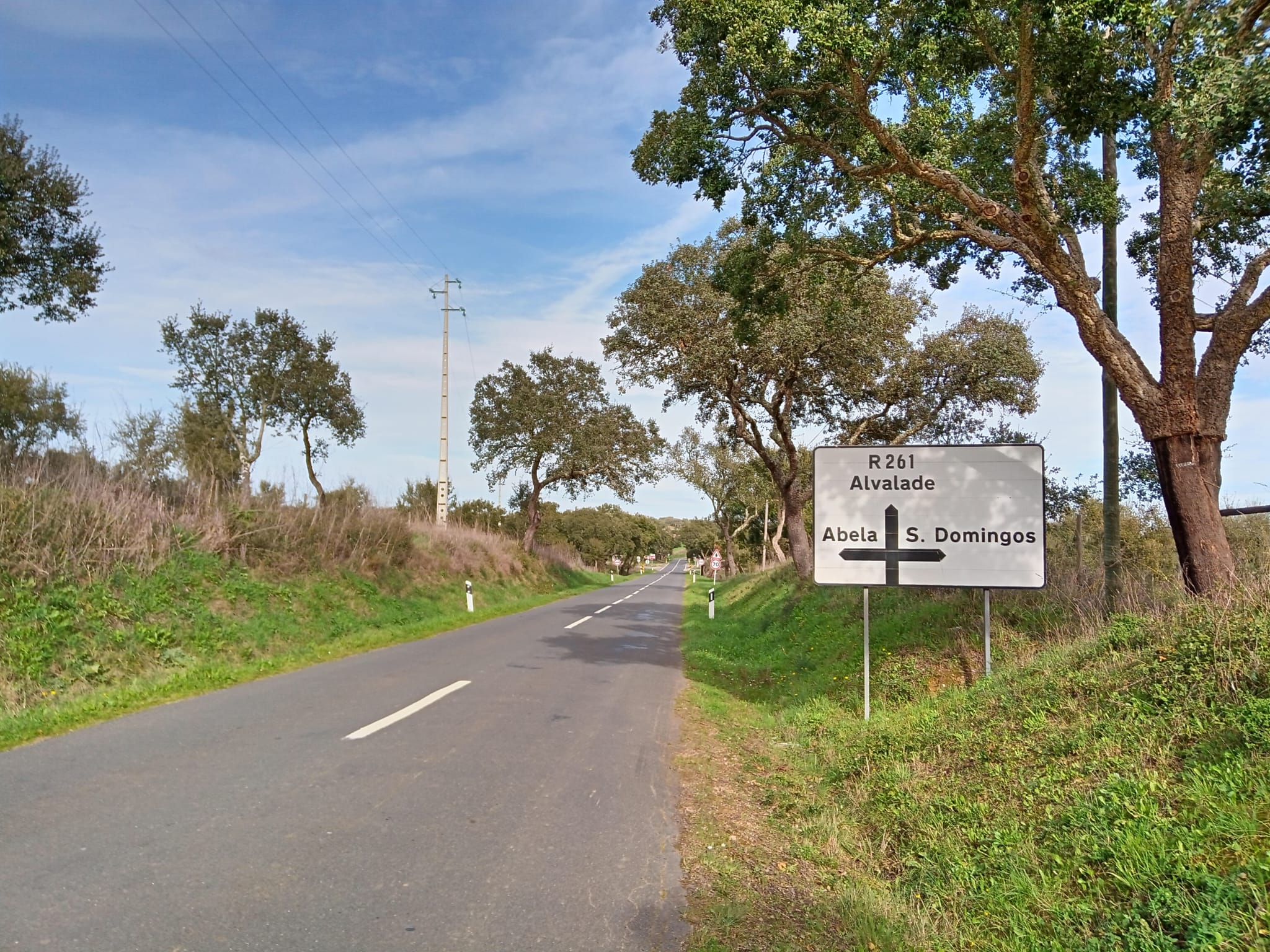
EN261 - Km 80 Entrocamento com a EN390
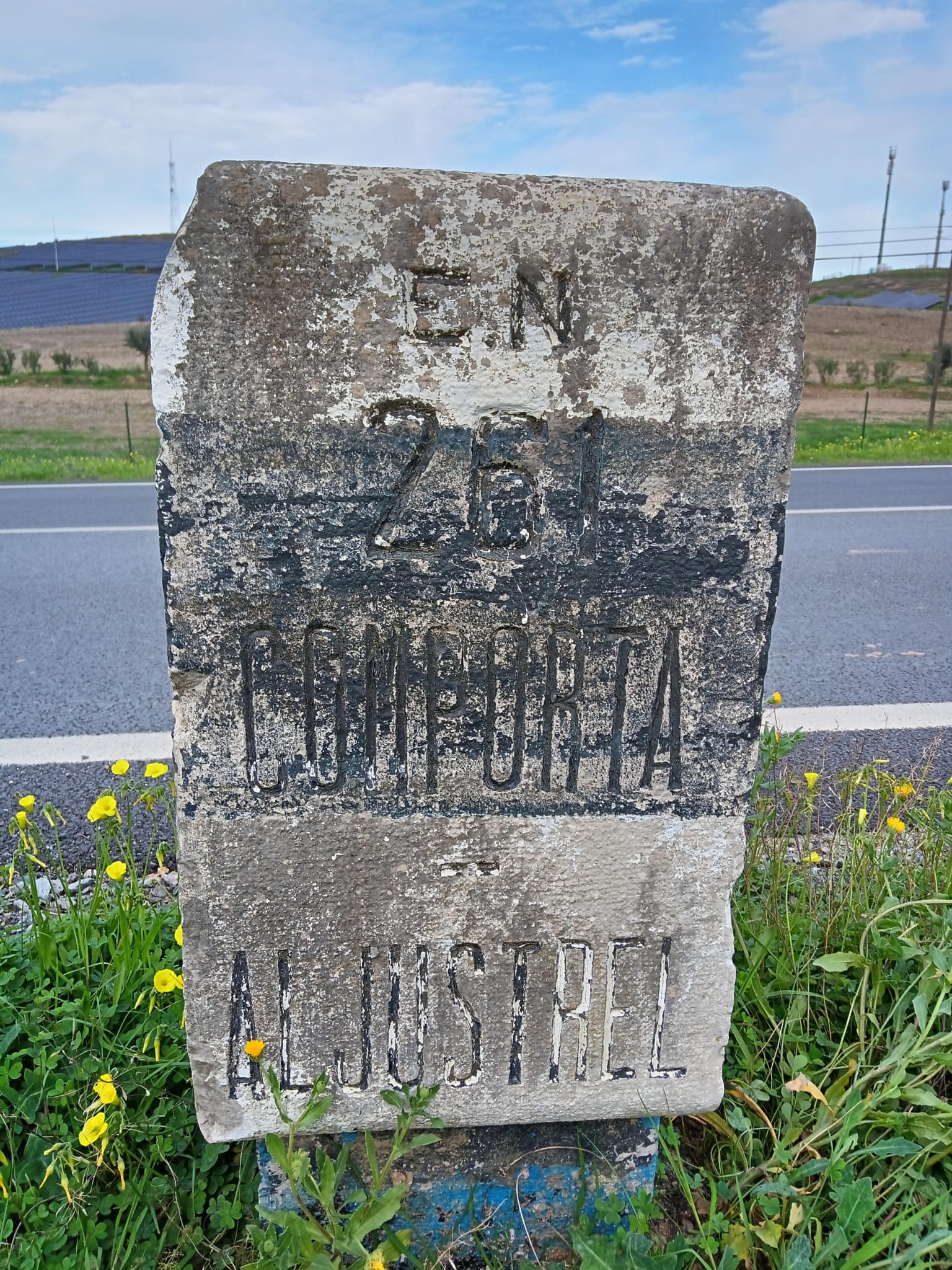
EN261 - Km 100 Aljustrel
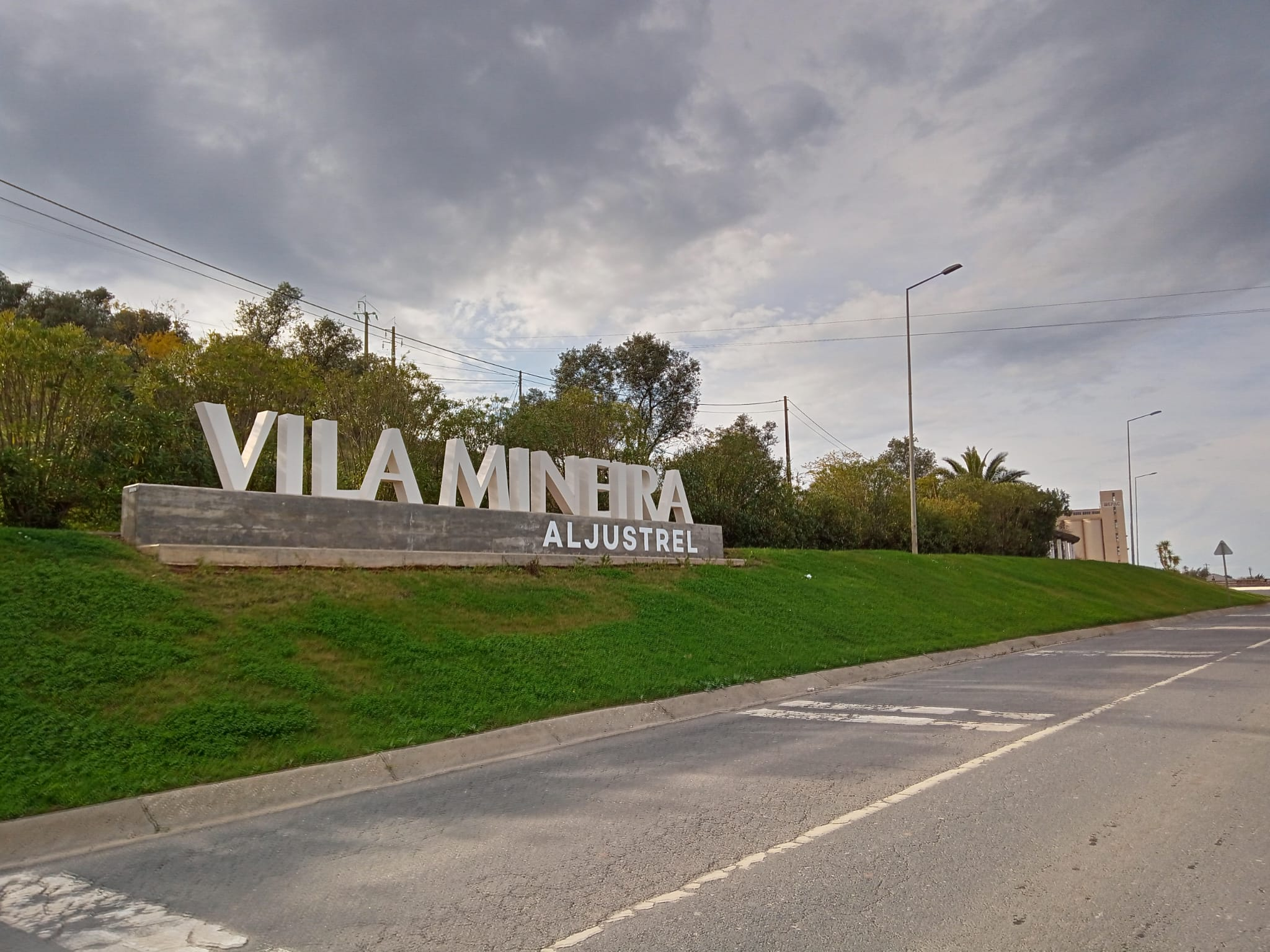
EN261 - Km 104 Aljustrel